# Skänninge missionskyrka
Skänninge missionskyrka är en kyrkobyggnad i Skänninge, Mjölby kommun. Kyrkan tillhör Skänninge missionsförsamling som var ansluten till Svenska Missionsförbundet. Som numera är en del av Equmeniakyrkan.

## Historik
1877 byggdes det nuvarande missionskyrkan.

## Instrument
I kyrkan finns ett harmonium.